# 야성녀 아이비 2
야성녀 아이비 2(Poison Ivy II: Lily)는 미국에서 제작된 앤 구서드 감독의 1996년 드라마, 스릴러 영화이다. 알리사 밀라노 등이 주연으로 출연하였고 캐터레인 넬 등이 제작에 참여하였다.

## 출연

### 주연
- 알리사 밀라노

### 조연
- 잰더 버클리
- 조나단 스캐치
- 빅토리아 하스
- 벨린다 바우어

## 제작진
- 미술: 로버트 드 비코
- 배역: 제프리 파세로